# Schottariella mirifica
Schottariella mirifica P.C. Boyce & S.Y. Wong – gatunek reofitycznych roślin z monotypowego rodzaju Schottariella, z rodziny obrazkowatych (Araceae), pochodzący z Malezji, endemiczny dla stanu Sarawak, zasiedlający łupki ilaste na nisko położonych brzegach rzek w wiecznie zielonych i wilgotnych lasach równikowych. Gatunek ten został wyodrębniony w 2009 roku z rodzaju Schismatoglottis. Gatunek ten posiada synonim nomenklaturowy Schottarum sarikeense P.C. Boyce & S.Y. Wong, powstały wskutek pomyłki przy pierwotnym nadaniu nazwy przez autorów. Nazwa naukowa została utworzona od pierwszej zaproponowanej nazwy rodzaju – Schottarum – i końcówki deminutywnej i została nadana na cześć austriackiego botanika Heinricha Wilhelma Schotta, który pierwszy opisał rodzinę obrazkowatych i stworzył jej taksonomię.

## Morfologia[4]
PokrójNiskie rośliny zielne o wysokości do 20 cm.
ŁodygaŁodyga skupiona, wzniesiona (rzadko wydłużona, płożąca i tworząca kłącze), o średnicy od 5 do 12 mm.
KorzeńKorzenie wyrastają przypadkowo z dolnej części pędu.
LiścieOgonek o długości od 6 do 12 cm, cienki. Blaszka bardzo wąska, eliptyczna, o wymiarach 10-14×1-2,5 cm, lśniąca, przy osi ciemnozielona, dalej jaśniejsza, u podstawy klinowata (cuneate), u szczytu spiczasta (acuminate) lub tworząca ogonek (caudate) o długości od 1,5 do 3 cm. Użyłkowanie u podstawy widoczne, u szczytu zlewające się z kolorem blaszki. Żyłki poprzeczne pierwszorzędowe po obu stronach, odchylają się pod kątem 45°; żyłki drugorzędowe drobne i gęste, słabo widoczne u podstawy; żyłki trzeciorzędowe niewyraźne.
KwiatyRoślina jednopienna. Szypułka o długości od 3 do 8 cm. Kwiatostan typu kolbowatego pseudancjum. Pochwa, o długości od 4 do 6 cm, w dolnej części wąsko jajowata i lekko skręcona w dół, ciemnozielona, sztywna; w górnej części jasnoróżowa lub rzadziej biała, chwilowa, jajowato-lancetowata. W okresie kwitnienia kwiatów żeńskich lekko nadęta i uchylona, otwiera się całkowicie w czasie kwitnienia kwiatów męskich. Kolba półcylindryczna, o długości od 3 do 3,5 cm. Kwiaty żeńskie o średnicy 1 mm, położone na odcinku 1 – 1,2 cm, grzbietowo wobec pochwy, do której kolba jest w tym miejscu przyrośnięta. Słupki o średnicy 1 mm, sierpowato-cylindryczne do elipsowato-podłużnych. Ciemnoróżowe znamiona słupka, dyskoidalne, o średnicy ok. 1 mm, wznoszą się nieznacznie ponad zalążnie. Kwiaty męskie oddzielone są od żeńskich wąskim paskiem jałowych słupków w kolorze białym. Kwiaty męskie o średnicy 3 mm, położone na odcinku 1 cm, węższym niż w przypadku kwiatów żeńskich. Pręciki zatłoczone, raczej nieregularne w kształcie i wielkości, od góry eliptyczne do klepsydrowatych, o długości około 0,5 mm, częściowo lub całkowicie zrośnięte w grupy od 2 do 3. W okresie kwitnienia kwiatów żeńskich pręciki są ścięte i płasko zakończone; w okresie kwitnienia kwiatów męskich pylniki wydłużają się, tworząc ok. 2 mm, igiełkowaty wypustek zakończony lekko tarczowatą, jajowato-trójkątną klapką, przez którą wyrzucany jest pyłek. Wyrostek kolby nieobecny lub w kształcie naboju o długości 0,5 cm.
OwoceZielone jagody, wypukło-cylindryczne do eliptycznych, podłużne, o długości od 1 do 1,8 cm i średnicy od 1 do 1,5 cm. Zawierają raczej niewiele nasion. Nasiona eliptyczne o długości od 1 do 2 mm i średnicy około 0,28 mm, jasnobrązowe, szorstkie w dotyku.